# Berndt Petterson
Berndt Otto Einar Petterson, född 5 juni 1930 i Kungsholms församling, Stockholm, död 11 juni 2002 i Katarina församling, Stockholm, var en svensk musiker, målare, tecknare och grafiker.
Han var son till mekanikern Einar Petterson och Märta Margareta Ottosson och från 1961 gift med Ulla Simonsson. Petterson utexaminerades från fackavdelningen för dekorativ målning vid Högre konstindustriella skolan i Stockholm 1949 och företog därefter studieresor till England, Frankrike och Spanien. Han medverkade i Nationalmuseums utställning Unga tecknare ett flertal gånger och i utställningarna Svart och vitt på Konstakademien, Stockholmssalongerna på Liljevalchs konsthall samt i samlingsutställningar arrangerade av Sveriges allmänna konstförening, Helsingborgs konstförening och Kulla-konsts utställningar i Höganäs. Tillsammans med Christer Sjögren och Birger Forsberg ställde han ut på De Ungas salong i Stockholm 1959. Bland hans offentliga arbeten märks en väggmålning för Norra realskolan i Stockholm och på Restaurang Al Dente på Tandvårdshögskolan. Hans konst består av stilleben, porträtt och landskap utförda i olja, teckning eller grafik. Bland porträtten märks en serie med olika musiker. Petterson är representerad vid Moderna museet, Norrköpings konstmuseum, Nationalmuseum, Moderna museet, Kalmar konstmuseum och Borås konstmuseum. Han utgav boken I i påsen 1965.